# ブルース・マーラー
ブルース・マーラー（Bruce Mahler,  1950年9月12日 - ）は、アメリカ合衆国の俳優である。

## 来歴
1950年、ニューヨーク州ニューヨーク市生まれ。1977年にテレビのコメディシリーズ『Fernwood 2 Night』へ出演して俳優デビュー。その後、同じくコメディシリーズの『Fridays』へ出演し、コメディ俳優として頭角を現し、『ポリス・アカデミー』で映画デビューを果たす。同作品では天然でとぼけたキャラクターのダグラス・ファックラーを好演し、第1作目から第6作目まで第4作目と第5作目を除いて出演した。その後も、ノークレジットながらスティーヴン・スピルバーグ監督のファンタジー映画『フック』やジョージ・クルーニー主演の『パーフェクト ストーム』などへ出演した。2000年に出演した『最終絶叫計画』以降は事実上役者活動は引退している。

## 出演作品

### 映画
- ポリスアカデミー Police Academy (1984)
- 13日の金曜日・完結編 Friday the 13th: The Final Chapter (1984)
- ポリスアカデミー2 全員出動! Police Academy 2: Their First Assignment (1985)
- ポリスアカデミー3 全員再訓練! Police Academy 3: Back in Training (1986)
- ファンランド Funland (1987)
- ポリスアカデミー6 バトルロイヤル Police Academy 6: City Under Siege (1989)
- ディック・トレイシー Dick Tracy (1990) ※ノークレジット
- フック Hook (1992) ※ノークレジット
- ローデッド・ウェポン1 Loaded Weapon 1 (1993) ※ノークレジット
- パーフェクト ストーム The Perfect Storm (2000) ※ノークレジット
- 最終絶叫計画 Scary Movie (2000) ※ノークレジット

### テレビドラマ
- Fernwood 2 Night (1977)
- Fridays (1980)
- アーノルド坊やは人気者 Different Strokes (1985)
- The Famous Teddy Z (1990)
- となりのサインフェルド Seinfeld (1995, 1998)